# 踊る海賊
『踊る海賊』（おどるかいぞく、英語: The Pirate）は、1948年に製作・公開されたアメリカ合衆国の映画である。

## 概要
1942年にブロードウェイで初演されたS・N・バーマン作の戯曲『海賊』（リン・フォンタン、アルフレッド・ラント主演）をミュージカルとして映画化し、コール・ポーターが作曲、ヴィンセント・ミネリが監督、ジュディ・ガーランドとジーン・ケリーが主演した。
テクニカラー作品として撮影されている。

## キャスト
- マヌエラ：ジュディ・ガーランド
- セラフィン：ジーン・ケリー
- ペドロ・バルガス：ウォルター・スレザク
- イネス（マヌエラのおば）：グラディス・クーパー
- ゲストダンサー：ニコラス・ブラザーズ

## スタッフ
- 監督：ヴィンセント・ミネリ
- 製作：アーサー・フリード
- 脚本：フランシス・グッドリッチ、アルバート・ハケット
- 音楽監督：レニー・ヘイトン
- 撮影：ハリー・ストラドリング
- 編集：ブランチ・シューエル
- 美術：セドリック・ギボンズ、ジャック・マーティン・スミス
- 装置：エドウィン・B・ウィリス
- 衣裳：アイリーン、バーバラ・カリンスカ、トム・ケオー
- 録音：ダグラス・シアラー

## アカデミー賞ノミネーション
- 編曲賞（ミュージカル映画）：レニー・ヘイトン